# Aleksander Doliński
Aleksander Doliński (ur. 18 lutego 1866 w Laskowcach, zm. 23 grudnia 1930 we Lwowie) – polski prawnik, adwokat, profesor Wydziału Prawa UJK we Lwowie, znawca prawa handlowego i cywilnego.

## Życiorys
Urodził się 18 lutego 1866 w Laskowcach, powiecie trembowelskim, w rodzinie nauczyciela szkoły ludowej Aleksandra i Pauliny z Przewłockich. Wykształcenie niższe i średnie odebrał w Buczaczu i Tarnopolu. Ukończył studia na Wydziale Prawa Uniwersytetu Lwowskiego, a następnie dwuletnie studia zagraniczne w Berlinie i Getyndze. Był jednym z ostatnich uczniów niemieckiego prawnika Rudolfa von Iheringa. Habilitował się w Uniwersytecie Lwowskim w 1895 na podstawie pracy O zastępstwie przy zawieraniu aktów prawnych. W 1904 został profesorem nadzwyczajnym prawa handlowego i wekslowego na Wydziale Prawa Uniwersytetu Lwowskiego, a w 1909 profesorem zwyczajnym (tamże). Dwukrotnie był dziekanem i prodziekanem Wydziału Prawa UJK.
W 1930 został rektorem Wyższej Szkoły Handlu Zagranicznego. W latach 1919–1930 kierował Sekcją Prawa Handlowego Komisji Kodyfikacyjnej RP. Przygotował projekty ustaw o prawie wekslowym i czekowym, spółce akcyjnej oraz spółce z ograniczoną odpowiedzialnością. Zasiadał jako radca mianowany w Izbie Przemysłowo-Handlowej we Lwowie. W 1930 został kierownikiem Studium Sądowego na Wydziale Prawa Uniwersytetu Jana Kazimierza we Lwowie.
Został pochowany w grobowcu rodziny Slawików na cmentarzu Łyczakowskim.

## Publikacje
Był autorem licznych opracowań z dziedziny prawa spółek, prawa handlowego oraz prawa cywilnego. Najważniejsze prace to: 
- O zastępstwie przy zawieraniu aktów prawnych (Lwów 1895)
- Prawny charakter subskrypcyi akcyi (Lwów 1901)
- Austriackie prawo akcyjne (Lwów 1903)
- Projekt ustawy dotyczącej ochrony przeciw nieuczciwej konkurencyi (1906)
- Austriackie prawo spółek z ograniczoną odpowiedzialnością (Lwów 1908)
- Hipoteka właściciela w projekcie noweli do kod. cyw. i jej wpływ na kredyt hipoteczny (1914)
- Komercyalizowanie prawa cywilnego (1917)
- Austryackie prawo ubezpieczeń prywatnych (1917)
- Projekt ustawy wekslowej (1923)
- Polskie prawo wekslowe (Poznań 1925)
- wspólnie z A. Górskim: Zarys prawa handlowego, t. 1, cz. 1, Nauki ogólne i prawo osobowe (Lwów 1911)

## Ordery i odznaczenia
- Krzyż Komandorski Orderu Odrodzenia Polski (10 listopada 1928)[6][7]